# Florian Schrei
Florian Schrei ist ein deutscher Moderator.
Er studierte Psycholinguistik an der Ludwig-Maximilians-Universität München und absolvierte ein Volontariat bei Radio Charivari Rosenheim.
Seit 1. Mai 1997 arbeitet er für den Bayerischen Rundfunk. Von 2005 bis April 2016 moderierte er Unser Land. Seit März 2006 moderiert er Zwischen Spessart und Karwendel. Des Weiteren spricht Schrei die Nachrichten auf Bayern 1 und er arbeitet auch als Sprechtrainer.